# Guerneville
Guerneville est une communauté non incorporée et une census-designated place dans le Comté de Sonoma en Californie.
Elle a été fondée par la famille Guerne dans les années 1850, dans la vallée de la Russian River.

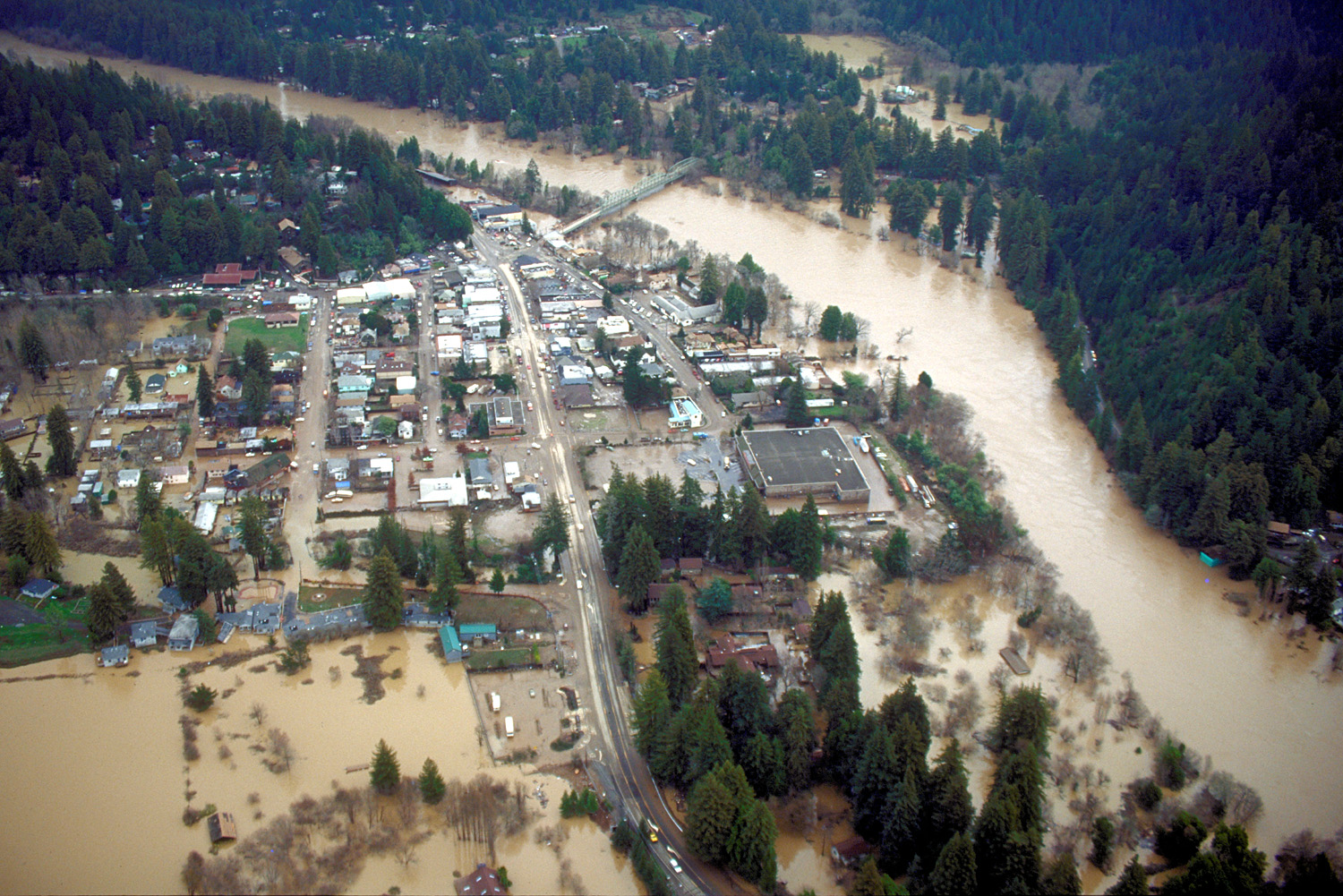
Vue aérienne de Guerneville pendant les inondations de 1986.